# Římský statut Mezinárodního trestního soudu
Římský statut Mezinárodního trestního soudu (anglicky Rome Statute of the International Criminal Court) je smlouva, kterou byl zřízen Mezinárodní trestní soud (MTS). Byl přijat na diplomatické konferenci v italském Římě 17. července 1998 a v platnost vstoupil 1. července 2002. K lednu 2025 je smluvní stranou statutu 125 států. Stanoví mimo jiné funkci, pravomoci a strukturu soudu.

## Ratifikační status
K říjnu 2022 je smluvními stranami statutu 123 států, včetně všech zemí Jižní Ameriky, téměř celé Evropy, většiny Oceánie a zhruba poloviny Afriky. Burundi a Filipíny byly smluvními stranami, ale později vystoupily s účinností od 27. října 2017, respektive 17. března 2019. Dalších 31 zemí statut podepsalo, ale neratifikovalo. Čtyři signatářské státy – Izrael, Súdán, Spojené státy a Rusko – informovaly generálního tajemníka OSN, že již nemají v úmyslu stát se smluvními stranami a nemají tedy žádné právní závazky vyplývající z jejich podpisu statutu.
Ukrajinský parlament ratifikoval statut 21. srpna 2024 a Ukrajina se tak stala k 1. 1. 2025 125. státem, který k mezinárodnímu soudu přistoupil.
V dubnu 2025 Maďarsko odmítlo respektovat zatykač Mezinárodního trestního soudu na izraelského premiéra Benjamina Netanjahua, rozhodnutí soudu označil maďarský premiér Viktor Orbán za „nestoudné, cynické a zcela nepřijatelné” a oznámil záměr odstoupit od Římského statutu. 20. května následně odstoupení schválil maďarský parlament.